# Vásárosbéc
Vásárosbéc é um município da Hungria, situado no condado de Baranya. Tem 24,01 km² de área e sua população em 2019 foi estimada em 174 habitantes.